# Lichenopeltella maculans
Lichenopeltella maculans är en lavart som först beskrevs av Friederich Wilhelm Zopf, och fick sitt nu gällande namn av Franz Xaver von Höhnel 1919. Lichenopeltella maculans ingår i släktet Lichenopeltella och familjen Microthyriaceae.  Arten är reproducerande i Sverige. Inga underarter finns listade i Catalogue of Life.